# والابی گردن‌قرمز
والابی گردن‌قرمز (به انگلیسی: Red-necked wallaby) گونه‌ای والابی و یک درازپای کیسه‌دار متوسط است که در مناطق معتدل‌تر و پربارش‌تر شرق استرالیا، از جمله تاسمانی زندگی می‌کند.